# MS-DOSプロンプト
MS-DOSプロンプトとは、Microsoft WindowsのうちWindows 9x系以前において、MS-DOS互換環境を起動するプログラム（アプリケーションソフトウェア）である。Windows 3.0までは「DOSプロンプト」と表示されていた。ウィンドウの1つとして表示されるため、俗に「DOSウィンドウ」や「DOS窓」とも呼ばれる。
Windows NT系では、cmd.exeが相当するものの、仕様や機能は大きく異なる。

## 概要
MS-DOSプロンプトを起動すると、MS-DOSの標準シェルであるコマンドラインインタプリタのCOMMAND.COMのプロンプトが表示される。プロンプトとは、コマンド入力待ち状態であることを示す「C:\>」のような記号のことであり、正確にはコマンドプロンプトと呼ばれる。
Windows 9xはMS-DOSから起動するものの、Windows 9x自身がOSとなってマルチタスクGUI環境を実現している。32ビットOSであるWindows 9xで16ビットのMS-DOSアプリケーションを直接動作させるのは不可能なため、CPUのもつ仮想86モードを利用してMS-DOSプロンプトごとに独立した仮想DOSマシン環境を作成することで実現している。しかしながらゲームなどのハードウェアを専有し直接操作していたMS-DOSアプリケーションをWindows環境で他のアプリケーションと協調させて動作させるのは困難で、互換性と速度のために一部Windowsの制御をバイパスさせていたために不安定化の要因となっていた。またMS-DOSプロンプトとは別にMS-DOSモードを持っており、これはWindows上で実行されるMS-DOSプロンプトとは異なり、Windowsを停止させてMS-DOS環境に移行させることで高い互換性を実現している。

## NT系Windows
NT系Windowsは、NTカーネルというOSカーネルが中心にあり、その上にMS-DOSライクなコマンドラインインターフェイス（Win32コンソール）が構築されているため、前述のMS-DOSプロンプトのような環境とは全く異なるものとなっている。32ビットOSでは、MS-DOS互換の16ビットアプリケーションとしてCOMMAND.COMが残されていたが、64ビットOSでは削除された。
NT系WindowsにはWin32コンソールAPIを使用して実装されたcmd.exeというシステム標準プログラムもあり、こちらはWinNTネイティブアプリである（前述の用語「コマンドプロンプト」にちなんで、cmd.exeのショートカットには「コマンド プロンプト」という名称が付けられている）。cmd.exeは端末ウィンドウ兼コマンドラインインタプリタ（コマンドラインシェル）であり、見た目こそCOMMAND.COMに似てはいるが、多くの拡張が施されているなど基本的に別物である。cmd.exeで利用可能なコマンドは「Windowsコマンド」と呼ばれ、MS-DOSの従来コマンドとは部分的に互換性があるものの、Windows固有のコマンドや機能が多数追加されている。

## OS/2
OS/2 1.xの「DOS互換ボックス」では、1.0では全画面表示のみ、1.1以降では全画面表示またはOS/2プレゼンテーションマネージャー (PM) 上のウィンドウ表示を選ぶことができたが、「DOSプロンプト」と同様のものがあった。
OS/2 2.0以降の「MVDM (Multi Virtual DOS Machine)」では、全画面表示またはOS/2ワークプレースシェル (WPS) 上のウィンドウ表示で、「DOSプロンプト」と同様のものがあった。
OS/2 1.0からある「OS/2コマンドプロンプト」は、cmd.exe同様の、端末ウィンドウ兼コマンドラインシェルである。